# Агавнаванк
Агавнава́нк (арм. Աղավնավանք) — село в Тавушской области Армении. Село расположено в Дилижанском заповеднике в 27 км к югу от Иджевана и в 73 км к северо-востоку от Раздана. Село расположено по обоим берегам реки Гетик. В 3 км к западу расположено село Хачардзан, а в 3 км к юго-востоку расположено село Дзораванк, которое находится уже в соседнем с Тавушем марзом Гегаркуник.

## Население
По данным Б. Вениаминова на 1883 год жители села Салах Казахского уезда Елисаветпольской губернии были все азербайджанцы (в источнике — «татары»), числом до 4800 человек (2417 муж. пола и 2383 женского). По данным Кавказского календаря на 1912 год в селе Салах Казахского уезда Елисаветпольской губернии проживало 56 азербайджанцев (в источнике — «татар»).

## Тисовая роща Ахнабад
На высоте от 1400 до 1700 м расположена реликтовая 300-400 летняя Тисовая роща Ахнабад. Площадь рощи составляет 25 га. Заказник охраняется согласно Постановлению Совета министров Армянской ССР № 20 от 29 января 1959 года.

## Экология
Жители села регулярно участвуют в восстановлении лесного покрытия. В частности было посажено 340 000 деревьев на территории площадью 158 га. В данном проекте принимали участие также жители сёл Дзораванк, Дпрабак и Айгут. Небольшие приусадебные древесные питомники были созданы для более 250 сельских семей в деревнях Айгут Гегаркуникского марза и Агавнаванк – Тавушского. Эта программа ПАД, нацеленная на развитие малого бизнеса, была признана в этом году национальным победителем конкурса Energy Globe Awards, в котором участвовали 853 проекта из 109 стран. Представители организации, которым в Брюсселе была вручена почетная награда, с гордостью отмечают, что это стало беспрецедентным признанием их труда.

## Известные уроженцы
- Закир Гараев, доктор медицинских наук, Заслуженный деятель науки Азербайджана (2010);
- Мисир Марданов, министр образования Азербайджана (1998—2013);
- Сергей Мелкумов, известный шоумен, светский лев, организатор корпоративных мероприятий (с 2007).